# Bahnrad-Weltcup 2002
Der UCI-Bahnrad-Weltcup 2002 war ein Wettbewerb im Bahnradsport, der aus mehreren Läufen bestand und zwischen dem 19. April und 11. August 2002 ausgetragen wurde.

## Resultate

### Männer
| Disziplin                                        | Sieger                                                                        | Zweiter                                                                        | Dritter                                                                                       |
| Monterrey, Mexiko – 19. bis 21. April            | Monterrey, Mexiko – 19. bis 21. April                                         | Monterrey, Mexiko – 19. bis 21. April                                          | Monterrey, Mexiko – 19. bis 21. April                                                         |
| ------------------------------------------------ | ----------------------------------------------------------------------------- | ------------------------------------------------------------------------------ | --------------------------------------------------------------------------------------------- |
| Keirin                                           | José Antonio Escuredo                                                         | Domenico Mei                                                                   | Josiah Ng                                                                                     |
| 1000-Meter-Zeitfahren                            | Arnaud Tournant                                                               | José Antonio Escuredo                                                          | Grzegorz Krejner                                                                              |
| Scratch                                          | Franco Marvulli                                                               | Robert Slippens                                                                | James Carney                                                                                  |
| Einerverfolgung                                  | Paul Manning                                                                  | Jens Lehmann                                                                   | Wolodymyr Djudja                                                                              |
| Mannschaftsverfolgung                            | Belarus Dzmitry Aulasenka Wassil Kiryjenka Wiktar Rapinski Jauhen Sobal       | Vereinigtes Königreich Russell Anderson Tim Buckle Steve Cummings Paul Manning | Niederlande Jens Mouris Peter Schep Robert Slippens Wilco Zuijderwijk                         |
| Sprint                                           | René Wolff                                                                    | Julio César Herrera                                                            | Matthias John                                                                                 |
| Punktefahren                                     | Milton Wynants                                                                | Leonardo Duque                                                                 | Juan Esteban Curuchet                                                                         |
| Teamsprint                                       | Frankreich Franck Durivaux Arnaud Dublé Arnaud Tournant                       | Deutschland Carsten Bergemann Matthias John René Wolff                         | Polen Łukasz Kwiatkowski Grzegorz Krejner Damian Zieliński                                    |
| Zweier-Mannschaftsfahren                         | Spanien Miguel Alzamora Joan Llaneras                                         | Argentinien Juan Esteban Curuchet Edgardo Simón                                | Schweiz Alexander Aeschbach Franco Marvulli                                                   |
| Australien, Sydney – 10. bis 12. Mai             |                                                                               |                                                                                |                                                                                               |
| Keirin                                           | Sean Eadie                                                                    | Josiah Ng                                                                      | Alwyn McMath                                                                                  |
| 1000                                             | Chris Hoy                                                                     | Ben Kersten                                                                    | Garren Bloch                                                                                  |
| Scratch                                          | Robert Slippens                                                               | James Carney                                                                   | Leonardo Duque                                                                                |
| Einerverfolgung                                  | Peter Dawson                                                                  | Hayden Roulston                                                                | Stefan Steinweg                                                                               |
| Mannschaftsverfolgung                            | Neuseeland Hayden Roulston Greg Henderson Matthew Randall Lee Vertongen       | Australien Peter Dawson Stephen Wooldridge Rodney McGee Mark Renshaw           | Griechenland Ioannis Tsakouridis Vasilios Gianniosis Elpidoforos Potouridis Kostas Rodopoulos |
| Sprint                                           | Sean Eadie                                                                    | Arnaud Tournant                                                                | Mickaël Bourgain                                                                              |
| Punktefahren                                     | Mark Renshaw                                                                  | Jean-Pierre van Zyl                                                            | Greg Henderson                                                                                |
| Teamsprint                                       | Vereinigtes Königreich Chris Hoy Alwyn McMath Andy Slater                     | Frankreich Arnaud Tournant Mickaël Bourgain Arnaud Dublé                       | Griechenland Lambros Vasilopoulos Kleanthis Bargas Dimitris Georgalis                         |
| Zweier-Mannschaftsfahren                         | Neuseeland Greg Henderson Hayden Roulston                                     | Australien Mark Renshaw Darren Young                                           | Niederlande Robert Slippens Danny Stam                                                        |
| Moskau, Russland – 31. Mai bis 2. Juni           |                                                                               |                                                                                |                                                                                               |
| Keirin                                           | Ainārs Ķiksis                                                                 | Ryan Bayley                                                                    | José Antonio Villanueva                                                                       |
| 1000-Meter-Zeitfahren                            | Sören Lausberg                                                                | Andrei Winokurow                                                               | Jamie Staff                                                                                   |
| Scratch                                          | Ljubomyr Polatajko                                                            | Miguel Alzamora                                                                | Ivan Vrba                                                                                     |
| Einerverfolgung                                  | Jens Lehmann                                                                  | Luke Roberts                                                                   | Alexei Markow                                                                                 |
| Mannschaftsverfolgung                            | Russland                                                                      | Ukraine                                                                        | Deutschland                                                                                   |
| Sprint                                           | René Wolff                                                                    | Łukasz Kwiatkowski                                                             | Florian Rousseau                                                                              |
| Punktefahren                                     | Graeme Brown                                                                  | Sergei Lawrenenko                                                              | Makoto Iijima                                                                                 |
| Teamsprint                                       | Vereinigtes Königreich Jamie Staff Jason Queally Chris Hoy                    | Australien Sean Eadie Ryan Bayley Ben Kersten                                  | Deutschland Matthias John Sören Lausberg René Wolff                                           |
| Zweier-Mannschaftsfahren                         | Österreich                                                                    | Schweiz                                                                        | Australien                                                                                    |
| Cali, Kolumbien – 21. bis 23. Juni               |                                                                               |                                                                                |                                                                                               |
| Keirin                                           | Jens Fiedler                                                                  | Laurent Gané                                                                   | Peter Bazalik                                                                                 |
| 1000-Meter-Zeitfahren                            | José Antonio Villanueva                                                       | Teun Mulder                                                                    | Hervé Thuet                                                                                   |
| Scratch                                          | Matthew Gilmore                                                               | James Carney                                                                   | Luis Fernando Sepúlveda                                                                       |
| Einerverfolgung                                  | Tomas Vaitkus                                                                 | Stefan Steinweg                                                                | Fabien Sanchez                                                                                |
| Mannschaftsverfolgung                            | Italien Massimo Strazzer Maicol Valgiusti Alessandro Mazzolani Angelo Ciccone | Litauen Tomas Vaitkus Sergejus Apionkinas Aivaras Baranauskas Vytautas Kaupas  | Spanien Guillermo Ferrer Asier Maeztu Isaac Gálvez Cristóbal Forcadell                        |
| Sprint                                           | Laurent Gané                                                                  | Jens Fiedler                                                                   | Jan van Eijden                                                                                |
| Punktefahren                                     | Colby Pearce                                                                  | Joan Llaneras                                                                  | Franz Stocher                                                                                 |
| Teamsprint                                       | Spanien José Antonio Escuredo Salvador Meliá José Antonio Villanueva          | Slowakei Peter Bazalik Jaroslav Jerabek Jan Lepka                              | Kuba Julio Herrera Damian Gainza Yosmani Poll                                                 |
| Zweier-Mannschaftsfahren                         | Deutschland                                                                   | Australien                                                                     | Vereinigte Staaten                                                                            |
| Kunming, Volksrepublik China – 9. bis 11. August |                                                                               |                                                                                |                                                                                               |
| Keirin                                           | Pavel Buráň                                                                   | Viesturs Bērziņš                                                               | Lambros Vasilopoulos                                                                          |
| 1000-Meter-Zeitfahren                            | Ahmed López                                                                   | Toshiaki Fushimi                                                               | Benjamin Martinez                                                                             |
| Scratch                                          | Ivan Vrba                                                                     | Franco Marvulli                                                                | Tony Gibb                                                                                     |
| Einerverfolgung                                  | Sebastian Siedler                                                             | Mike Tillman                                                                   | Ljubomyr Polatajko                                                                            |
| Mannschaftsverfolgung                            | Deutschland                                                                   | Ukraine                                                                        | Polen                                                                                         |
| Sprint                                           | Viesturs Bērziņš                                                              | Pavel Buráň                                                                    | Carsten Bergemann                                                                             |
| Punktefahren                                     | Franco Marvulli                                                               | Colby Pearce                                                                   | Wolodymyr Rybin                                                                               |
| Teamsprint                                       | Tschechien                                                                    | Japan                                                                          | Griechenland                                                                                  |
| Zweier-Mannschaftsfahren                         | Schweiz Franco Marvulli Alexander Aeschbach                                   | Vereinigte Staaten Michael Tillman Colby Pearce                                | Deutschland Guido Fulst Andreas Müller                                                        |

### Frauen
| Disziplin                                        | Siegerin                              | Zweite                                | Dritte                                |
| Monterrey, Mexiko – 19. bis 21. April            | Monterrey, Mexiko – 19. bis 21. April | Monterrey, Mexiko – 19. bis 21. April | Monterrey, Mexiko – 19. bis 21. April |
| ------------------------------------------------ | ------------------------------------- | ------------------------------------- | ------------------------------------- |
| Keirin                                           | Yumari González                       | Katrin Meinke                         | Swetlana Grankowskaja                 |
| 500-Meter-Zeitfahren                             | Natalia Markownitschenko              | Nancy Contreras                       | Katrin Meinke                         |
| Scratch                                          | Erin Mirabella                        | Mandy Poitras                         | Belem Guerrero                        |
| Einerverfolgung                                  | Emma Davies                           | Swetlana Ivahonenkawa                 | Tamilla Abassowa                      |
| Sprint                                           | Natalia Markownitschenko              | Swetlana Grankowskaja                 | Tammy Thomas                          |
| Punktefahren                                     | Belem Guerrero                        | Limei Yang                            | Puxiang Zheng                         |
| Sydney, Australien – 10. bis 12. Mai             |                                       |                                       |                                       |
| Keirin                                           | Rosealee Hubbard                      | Michelle Ferris                       | Lori-Ann Muenzer                      |
| 500-Meter-Zeitfahren                             | Tanya Lindenmuth                      | Julie Paulding                        | Nancy Contreras                       |
| Scratch                                          | Sarah Ulmer                           | Sarah Hammer                          | Cathy Moncassin                       |
| Einerverfolgung                                  | Sarah Ulmer                           | Sara Symington                        | Cathy Moncassin                       |
| Sprint                                           | Tammy Thomas                          | Tanya Lindenmuth                      | Lori-Ann Muenzer                      |
| Punktefahren                                     | Sarah Hammer                          | Cathy Moncassin                       | Sarah Ulmer                           |
| Moskau, Russland – 31. Mai bis 2. Juni           |                                       |                                       |                                       |
| Keirin                                           | Iryna Janowytsch                      | Céline Nivert                         | Jennie Reed                           |
| 500-Meter-Zeitfahren                             | Natalja Zilinskaja                    | Tamilla Abassowa                      | Jiang Yonghua                         |
| Scratch                                          | Olga Sljussarewa                      | Rochelle Gilmore                      | Rikke Sandhoj Olsen                   |
| Einerverfolgung                                  | Leontien Zijlaard-van Moorsel         | Olga Sljussarewa                      | Katherine Bates                       |
| Sprint                                           | Natalja Zilinskaja                    | Swetlana Grankowskaja                 | Tamilla Abassowa                      |
| Punktefahren                                     | Olga Sljussarewa                      | Neringa Raudonyte                     | Katherine Bates                       |
| Cali, Kolumbien – 21. bis 23. Juni               |                                       |                                       |                                       |
| Keirin                                           | Swetlana Grankowskaja                 | Clara Sanchez                         | Daniela Larreal                       |
| 500-Meter-Zeitfahren                             | Tammy Thomas                          | Tatiana Malianowa                     | Yumari González                       |
| Scratch                                          | Mandy Poitras                         | Erin Mirabella                        | Lada Kozlíková                        |
| Einerverfolgung                                  | Rasa Mazeikyte                        | Lada Kozlíková                        | Erin Mirabella                        |
| Sprint                                           | Swetlana Grankowskaja                 | Tammy Thomas                          | Susan Panzer                          |
| Punktefahren                                     | Belem Guerrero                        | Gema Pascual Torrecilla               | Anke Wichmann                         |
| Kunming, Volksrepublik China – 9. bis 11. August |                                       |                                       |                                       |
| Keirin                                           | Li Na                                 | Fang Tian                             | Jennie Reed                           |
| 500-Meter-Zeitfahren                             | Jiang Yonghua                         | Kathrin Freitag                       | Yvonne Hijgenaar                      |
| Scratch                                          | Jelena Tschalych                      | Ljudmyla Wypyrajlo                    | Adrie Visser                          |
| Einerverfolgung                                  | Jelena Tschalych                      | Amy Safe                              | Christina Becker                      |
| Sprint                                           | Li Na                                 | Kathrin Freitag                       | Fang Tian                             |
| Punktefahren                                     | Jelena Tschalych                      | Puxiang Zheng                         | Vera Carrara                          |